# Катготт, Александр-Стопфорд
Александр Стопфорд Катготт M.A. (англ. Alexander Stopford Catcott; 1692—1749) — английский писатель, священник.
Работал директором школы в Бристоле (англ. Bristol Grammar School).
Опубликовал «The Court of Love» (Оксфорд, 1717), «Conamen recuperandi noticiam veteris et verae philosophiae» (Лондон, 1738), «Sermons» (Лондон, 1752; неск. изданий) и др.
Был женат на Марте Саймс (англ. Martha Symes). В браке с ней родилось двое сыновей: Александр Катготт (англ. Reverend Alexander Catcott, 1725—1779) и Джордж Саймс Катготт (англ. George Symes Catcott). Старший сын, преподобный Александр Катготт, стал знаменитым геологом, теологом. Был настоятелем Церкви тамплиеров в Бристоле. Младший сын, Джордж, ничем не прославился, но был известен своей дружбой с английским поэтом Томасом Чаттертоном.